# Ali Qadhi
Ali Qadhi (en árabe: علي القاضي‎) (Ramala, 22 de junio de 1988 - Gaza, 13 de octubre de 2023) fue un militar palestino perteneciente a la organización islamista Hamás y alto comandante de sus Fuerzas Especiales Nukhba. Fue uno de los planificadores de la Operación Inundación de Al-Aqsa que desencadenó una serie de atentados en suelo hebreo el sábado 7 de octubre, dando comienzo a una nueva escalada en el conflicto israelí-palestino.

## Arresto y liberación
En 2005, Israel lo arrestó por secuestrar y asesinar a civiles, pero fue liberado en 2011 como parte del intercambio de prisioneros Gilad Shalit.

## Muerte
El 14 de octubre de 2023, las Fuerzas de Defensa de Israel anunció que habían matado a Qadhi en un ataque con aviones no tripulados.